# Charleston International Airport
Charleston International Airport (IATA-code: CHS, ICAO-code: KCHS) is een luchthaven in North Charleston, 11 km ten noorden van Charleston in de Amerikaanse staat South Carolina. Het is de drukste luchthaven van South Carolina; In 2023 bediende de luchthaven meer dan 6,1 miljoen passagiers in het drukste jaar ooit.
Charleston International Airport, een gezamenlijke civiel-militaire luchthaven, deelt zijn start- en landingsbanen met Charleston Air Force Base, een United States Air Force vliegbasis, en met een vliegtuigassemblagefabriek, sinds 2011 eigendom van Boeing South Carolina waar assemblage van een deel van de en sinds 2021 alle Boeing 787 Dreamliners gebeurt, in montagehallen die voor 2011 eigendom waren van Vought en Global Aeronautica die daar deelassemblages voor hetzelfde type toestel fabriceerden. De publieke luchthaven en de assemblagefabriek liggen aan de zuidkant van het vliegveld een zone met algemene luchtvaartvliegtuigoperaties aan de oostkant, de militaire vliegbasis ligt ten westen van de landingsbanen.
Charleston International Airport wordt bediend door Air Canada, Allegiant Air, Alaska Airlines, American Airlines/American Eagle, Breeze Airways, Delta Air Lines, Frontier Airlines, JetBlue Airways, Southwest Airlines, Sun Country Airlines en United Airlines. De grootste marktaandelen in 2018 waren voor Delta Air Lines, Southwest Airlines, JetBlue, American Airlines en PSA Airlines, dat uitsluitend onder het merk American Eagle vliegt.
Op Charleston International Airport zijn er voornamelijk lijnvluchten naar bestemmingen binnen de Verenigde Staten. De enige overgebleven internationale bestemming is Toronto, vroeger ook British Airways naar Londen-Heathrow, maar deze werd alleen seizoensgebonden bediend.
De Interstate 26 loopt ten oosten van de luchthaven. Lijnbussen van de Charleston Area Regional Transportation Authority (CARTA) bedienen de passagiersterminal regelmatig.